# 萩岡良博
萩岡良博（はぎおか よしひろ、1950年-）は日本の歌人。産経学園奈良登美ケ丘校「短歌」講師。

## 経歴
1950年奈良県生れ。同志社大学文学部英文学専攻卒業。奈良県下の高校教諭、校長など歴任。
前登志夫に師事。現在「ヤママユ」編集長。
2024年、『漆伝説』で第51回日本歌人クラブ賞受賞。

## 著書

### 歌集
- 『空の系譜』　砂子屋書房　1994年
- 『木強』　北冬舎　2005年
- 『禁野』　角川書店(角川平成歌人双書)　2012年　平成25年度日本歌人クラブ近畿ブロック優秀賞受賞
- 『周老王』　ながらみ書房　2017年 [2]

### 評論集
- 『われはいかなる河か─前登志夫の歌の基層』　北冬舎　2007年
- 『やすらへ。花や。』　北冬舎　2017年[3]